# Joan Manuel Serrat i Teresa
Joan Manuel Serrat i Teresa (Barcelona, 27 de desembre de 1943), reconegut artísticament com a Joan Manuel Serrat, és un dels cantautors i músics catalans més populars. Es tracta d'una de les figures més destacades de la cançó moderna tant en llengua catalana com castellana. La seva obra conté influències d'altres poetes com Mario Benedetti, Antonio Machado, Miguel Hernández, Rafael Alberti, Federico García Lorca, Pablo Neruda o León Felipe; així com de gèneres diversos com el folklore català, la copla andalusa, el tango, el bolero i del cançoner popular de l'Amèrica Llatina, amb versions de cançons de Violeta Parra i Víctor Jara. És un dels pioners de la Nova Cançó catalana. Joan Manuel Serrat és conegut també amb els sobrenoms d'El noi del Poble-sec (el seu barri natal) i el Nano a l'Argentina. El juny de 2023 fou distingit amb el Premi Nacional de Cultura (2023).

## Biografia

### Infantesa
Joan Manuel Serrat, conegut amb el sobrenom del «noi del Poble-sec», va néixer en una família obrera d'aquest barri barceloní. El pare, Josep Serrat, era un anarquista català afiliat a la Confederació Nacional del Treball (CNT), i la mare, Ángeles Teresa, mestressa de casa, era filla de Belchite (Saragossa). La seva infantesa i el seu carrer, Poeta Cabanyes (també el carrer d'infantesa del cantautor Jaume Sisa, cinc anys més jove), el marquen profundament, i és per això que un gran nombre de les seves cançons narren la geografia de la Catalunya de la postguerra. La Carmeta, La tieta i El drapaire, entre altres cançons, descriuen personatges típics del seu barri.
Va estudiar de petit als Escolapis de Sant Antoni, i després a l'Institut Milà i Fontanals de Ciutat Vella. Als dotze anys, Serrat es matricula com a alumne intern a la Universitat Laboral de Tarragona, on estudia el batxillerat laboral superior amb l'especialitat industrial minera i la modalitat de torner-fresador. Més endavant aconsegueix una beca per fer estudis d'agricultura a l'Escola Superior d'Agricultura de Barcelona on, segons una irònica frase seva, escull l'especialitat de sexador d'aus. En realitat va acabar brillantment els estudis de perit agrícola, i obtingué el premi Claudi Oliveras al millor expedient acadèmic de cada promoció el 1963.

### Inicis musicals
Mentre cursava els estudis, cantava i aprenia a tocar la guitarra. L'any 1965 participà en el programa Radioscope —del qual era presentador Salvador Escamilla— a Ràdio Barcelona, interpretant les seves primeres cançons. Poc temps després, el van cridar per a oferir-li un contracte i gravar el primer disc. Serrat va ser un dels pioners de la Nova Cançó catalana, i formà part d'Els Setze Jutges (amb el número tretze), grup de cantants en llengua catalana que tenen com a referent els cantautors francesos (Jacques Brel, Georges Brassens, Léo Ferré…) i que donen una empenta molt important a la llengua catalana durant la dictadura franquista. El 4 de maig de 1965, pocs dies després d'integrar-sel al grup d'Els Setze Jutges com a membre número 13, debutà en un teatre, al centre cultural L'Avenç, actual Teatre Joan Brillas, d'Esplugues de Llobregat, acompanyat de Remei Margarit i Joan Ramon Bonet.
El 1965 s'edita el seu primer disc, amb quatre cançons: Una guitarra, dedicada a la guitarra que li havia regalat el pare, Ella em deixa, la seva primera cançó, La mort de l'avi i El mocador. El 1966 treu el segon disc amb les cançons Ara que tinc vint anys, Quan arriba el fred, El drapaire, que esdevingué molt popular, i Sota un cirerer florit, que fou la primera cançó de Serrat que interpretà una altra cantant: Núria Feliu.
El músic Francesc Burrull col·labora amb Joan Manuel Serrat des del 1967 signant els arranjaments del tercer disc, que conté Cançó de matinada, Paraules d'amor, la més coneguda i més cantada per altres intèrprets, Me'n vaig a peu, una de les seves cançons favorites i Les sabates, del francès Guy Béart. Aquest disc és el primer en català que obté el número u en les llistes de vendes a Espanya. L'1 i el 2 d'abril de 1967, Serrat fa els seus primers recitals al Palau de la Música Catalana. Cadascun dels dos dies hi canta 13 cançons.
El 1967 apareix també el single amb els populars temes La tieta i Cançó de bressol, que té una tornada en castellà treta de la cançó popular aragonesa. El mateix any treu el seu primer disc de llarga durada: Ara que tinc vint anys. És un disc sobri, amb la majoria de cançons acompanyades només per una guitarra, on Serrat és presentat ben bé com un joglar. Inclou algunes de les cançons editades anteriorment, i tres cançons noves: Balada per a un trobador, Els vells amants i Els titelles. Cal remarcar que en El drapaire el mot empipant és substituït per emprenyant i donota per bandarra.

### Les primeres cançons en castellà i el conflicte d'Eurovisió
El 1968 treu el seu primer disc en castellà, amb les cançons El titiritero, que es pot considerar la versió castellana de Els titelles, i Poema de amor. A la caràtula apareix el nom de Juan Manuel Serrat en lloc de Joan Manuel Serrat. Al cap de poc, s'anuncia que Serrat serà el representant d'Espanya al Festival d'Eurovisió. Hi havia dues cançons proposades: El titiritero i La, la, la, de Manuel de la Calva i Ramón Arcusa (Dúo Dinámico). La cançó escollida fou aquesta darrera, perquè es considerà que era més «festivalera». El disc surt a la venda acompanyat de Mis gaviotas. Serrat començà a rebre moltes pressions d'alguns membres de la Nova Cançó i d'altres sectors catalanistes pel fet de cantar en castellà. Davant aquest clima de queixes, Edigsa decideix posposar el llançament del seu segon disc de llarga durada: Cançons tradicionals.
El 8 de març Televisió Espanyola emet un programa especial titulat Así es... Así canta... Así compone... Joan Manuel Serrat, per promocionar el nou representant a Eurovisió. Canta quatre temes en català i els tres que havia gravat en castellà: Cançó de matinada, Paraules d'amor, El titiritero, Me'n vaig a peu, Mis gaviotas, Poema de amor i Ara que tinc vint anys.
Després de gravar la cançó en francès, italià i portuguès (i enregistrar les imatges equivalents als videoclips actuals destinades a diferents cadenes de televisió europees), el 25 de març s'anuncia que Serrat no vol anar a Eurovisió si no es canta el La, la, la en català. Sobre aquest fet hi ha dues versions. La més estesa —que Serrat mai no ha negat— és que el cantant pretenia cridar l'atenció sobre la situació marginal en la qual es trobava la llengua catalana. Per altres persones va ser una maniobra publicitària. Així, segons indica Àngel Casas al seu llibre 45 revoluciones en España, el que realment va passar és que el seu representant, José María Lasso de la Vega, va decidir fer un intent perquè el cantant recuperés el seu públic més catalanista, que anava perdent a poc a poc. Es tractava que durant el festival Serrat cantés en català un vers de la cançó. L'audaç manager va pensar que la millor manera d'aconseguir això seria dir que el cantant exigia cantar tota la lletra en català per arribar més tard —després d'una suposada negociació amb les autoritats— a un acord que li permetés almenys cantar el vers esperat i acontentar així l'audiència «de casa». Però aquest pla va fallar. Al règim franquista no li va agradar gens la idea, i la cançó va ser defensada per Massiel, que es va endur el primer premi. Serrat va ser castigat amb un perllongat veto a la ràdio estatal i a la televisió.
Joan Manuel Serrat enregistrà la versió catalana del La, la, la, amb lletra pròpia, però mai no fou comercialitzada.

### 1969-1974
El 1968 apareix el disc Cançons tradicionals, harmonitzat per Antoni Ros-Marbà. La cançó El ball de la civada, que Serrat recupera del cançoner popular, esdevé molt popular. El mateix any publica un single en castellà amb les cançons Manuel, forta crítica social del feudalisme que encara imperava en algunes regions d'Espanya i Poco antes de que den las diez. També treu un altre single amb les cançons Per Sant Joan, amb música de Juan y Junior, i la cançó d'amor Marta. En aquest disc Ricard Miralles debuta com a harmonitzador de les cançons de Serrat.
El 1969 edita l'elapé Com ho fa el vent -del qual apareixeran diversos singles- que recull les cançons Paraules d'amor, Cançó de matinada, Marta i set cançons noves. També surt al mercat el seu primer disc de llarga durada en castellà, on apareix, per primera vegada, una traducció d'una cançó seva al castellà: En cualquier lugar (En qualsevol lloc). Ambdós discos són harmonitzats per Ricard Miralles. Fa la primera gira per Sud-amèrica, fet que més endavant es convertí en un costum. Aquest mateix any va publicar un àlbum amb poemes d'Antonio Machado titulat Dedicado a Antonio Machado, poeta, amb el qual assolí un inesperat èxit de vendes malgrat la prohibició que pesava en contra seva, que fins i tot impedia radiar els seus discos. D'aquest disc cal destacar les cançons La saeta i Cantares, en la qual ajunta versos de Machado amb paraules pròpies. El disc també inclou la cançó En Cotlliure, amb lletra i música de Serrat, on, imitant l'estil del poeta, descriu els darrers anys de vida de Machado.
El 1970 participa en el Festival de Viña del Mar de Xile, com a artista convidat, i guanya el Festival de Rio de Janeiro amb la cançó Penélope, amb música d'August Algueró. Aquest any surt el disc Mi niñez, dues cançons del qual, Fiesta i Muchacha típica, apareixen mutilades per la censura franquista. La versió original s'edità a Sud-amèrica. També pertany a aquest període Edurne, que només fou publicada el 1974, i així i tot no va resistir la censura. A la fi d'aquest darrer any, les tisores franquistes van llevar l'expressió "ménage à trois" de la cançó Conillet de vellut, del disc Serrat 4. A la fi de l'any va participar en la tancada d'intel·lectuals i artistes al Monestir de Montserrat en senyal de protesta pel procés de Burgos i en contra de la pena de mort. Allà començà a compondre la cançó Mediterráneo, la qual, als seus primers esborranys, s'anomenava Amo el mar i també Hijo del Mediterráneo, cançó composta igual que la resta del disc, entre agost i novembre de 1970, segons declaracions del mateix Serrat, i a cavall entre l'hotel Batlle de Calella de Palafrugell, Hondarribia (Guipúscoa), i Cala d'Or (Mallorca).
El 1971 va editar Mediterráneo, un dels àlbums més importants. A aquest disc pertany la cançó Aquellas pequeñas cosas, que conté una de les seves lletres més personals i evocatives. El disc aconsegueix estar gairebé un any seguit en la llista dels deu discos més venuts a tot Espanya, i diverses setmanes en el número u, malgrat l'estricta censura. Participa per segona vegada en el Festival de Viña del Mar, actuant de franc, en suport al govern de Salvador Allende. L'any següent, treu el disc Miguel Hernández, una musicació molt treballada i acurada d'una selecció de versos del poeta d'Oriola. El 1973, publica l'àlbum Per al meu amic, considerat per alguns crítics com un dels més reeixits de la seva carrera. D'aquest recull cal destacar Helena, cançó d'enyor d'un amor perdut i Pare, ferma denúncia de la destrucció que sofreix la natura. Finalment, el 1974 Televisió Espanyola li aixeca la prohibició i ofereix l'especial A su aire, en el qual interpreta també cançons en català.

### L'exili
El setembre de 1975, a Mèxic, condemna públicament els darrers afusellaments del franquisme. Això li valgué un any d'exili. A més, tal com ja havia ocorregut el 1968, els seus treballs van ser retirats i censurats pel règim. El nou disc Para piel de manzana, acabat d'estrenar, es veié especialment afectat per aquesta prohibició. Durant l'estada a Mèxic no va poder compondre cap cançó. De fet, el disc que edità l'any següent és la finalització d'un procés anterior. Fa una gira amb els seus músics per tot el territori mexicà amb un autobús batejat com La Gordita i ofereix recitals a baixos costos. Serrat ha confessat que aquell va ser un període molt dur de la seva vida, perquè vivia en el constant neguit de no saber si l'endemà tornaria a la seva terra o no hi podria tornar mai.
Les seves cançons més combatives pertanyen a aquesta època. Canta peces d'altres cantautors que serveixin per a expressar la postura de lluita que en aquells moments de precarietat. Existeixen enregistraments no oficials on Serrat canta Mazúrquica Modérnica, de Violeta Parra, La poesía es una arma cargada de futuro o La vida no vale nada, entre moltes altres. No pot fer la gira per tota Llatinoamèrica perquè algunes dictadures, com ara la de Xile, en la qual governava Augusto Pinochet, li havien negat l'entrada tàcitament.

### Serrat en la transició
El 1977 publica un disc amb poemes de Joan Salvat-Papasseit titulat Res no és mesquí, amb arranjaments del músic Josep Maria Bardagí. D'entre tots els temes cal destacar la melodia, molt elaborada, de la cançó que dona nom al disc. Aquest treball inclou també Cançó per a Joan Salvat-Papasseit, que ja havia aparegut en l'àlbum Serrat 4. Això ocorre en el marc d'un retorn a una Espanya indecisa i enrarida després de la mort del dictador Franco. Ho fa amb por, perquè encara no s'ha promulgat l'amnistia i existeix la possibilitat que sigui empresonat i jutjat. De tota manera, no passa res, i Serrat es reincorpora a la vida pública del país. El 1978 grava un disc amb el títol 1978. Finalment, gràcies a la promulgació de la llei d'amnistia durant el govern d'Adolfo Suárez, perd la por i participa activament en campanyes polítiques en favor del PSOE. El 1980, any de la mort del seu pare, edita el disc Tal com raja.

### Maduresa
El 1981 va publicar el disc En tránsito, amb el qual aconseguí situar-se en el lloc més alt de les llistes espanyoles i donà un aire madur i renovat a la seva obra. En aquest mateix any retorna a Televisió Espanyola, en un especial d'una hora, amb el títol Música, maestro. Obre l'actuació amb Visca l'amor, un poema de Salvat-Papasseit amb música de Guillermina Motta. El 1983 veu la llum Cada loco con su tema. Fa una gran gira per Sud-amèrica, llevat de Xile, ja que li és impedida l'entrada a aquest país mitjançant un decret del ministeri de l'interior del dictador Pinochet.
A l'Argentina, amb la caiguda imminent de la dictadura autoanomenada Proceso de Reorganización Nacional, el seu recital al Luna Park va constituir un esdeveniment històric que simbolitzà la victòria de la democràcia. Aquest mateix any es publicà En directo, un LP doble que contenia la gira de 1983 per Espanya. Poc abans havia sortit al mercat un vinil il·legal amb el mateix títol, conegut com a Serrat al Grec. Aquest disc, que recollia alguns temes interpretats en directe, va ser retirat. Un anunci de compreses amb la cançó Hoy puede ser un gran dia sense l'autorització expressa del cantant causa la seva indignació i un conflicte amb el seu representant, que acaba perdent el seu lloc.
Els anys següents va editar-se Fa vint anys que tinc vint anys (1984) amb la cançó de denúncia ecològica Plany al mar, i Seria fantàstic, i El sur también existe (1985), en el qual musica versos del poeta uruguaià Mario Benedetti. El 1987 surt el disc Bienaventurados, amb la cançó homònima, que és una crítica a les esglésies cristianes, tant catòliques com protestants, i Lecciones de urbanidad, on posa en evidència les dictadures que encara es mantenen. El 1989 treu l'àlbum Material sensible, del qual cal remarcar Barcelona i jo, Salam Rashid, un al·legat contra el racisme amb la col·laboració de Paco de Lucía, i Kubala, homenatge a aquest gran futbolista. És el darrer disc en el qual treballa Josep Maria Bardagí.

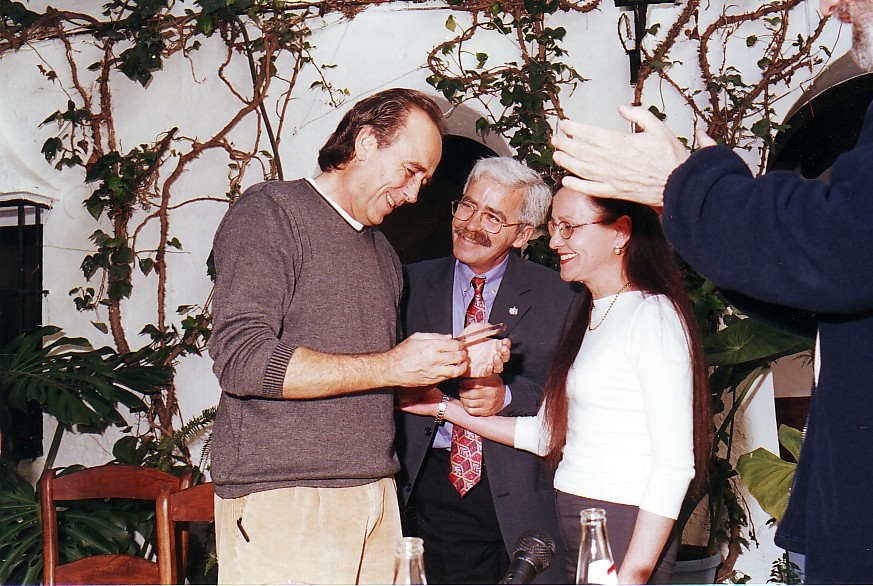
Joan Manuel Serrat rep la Fiambrera de Plata 2001 de l'Ateneo de Córdoba.

El 1996 enregistra un disc doble que és una antologia de les cançons dels seus companys de la Nova Cançó, amb el títol Banda Sonora d'Un Temps, d'Un País. Com a cançons pròpies tria Me'n vaig a peu i una versió amb piano de Paraules d'amor, interpretada el 1969 per Tete Montoliu. És l'últim disc de Serrat que es publica en format elapé (Ariola, 1996). També el 1996 fa una gira per Espanya amb Víctor Manuel, Ana Belén i Miguel Ríos, amb l'espectacle El gusto es nuestro, que va ser dut per diversos països d'Amèrica el 1997.
El 1998 edita Sombras de la China, amb els arranjaments de Josep Mas 'Kitflus'. Sobre aquest disc hi ha opinions oposades, perquè alguns el consideren una nova joia dintre de la seva discografia, i d'altres, una obra menor. L'any 2000 fa un homenatge a la cançó llatinoamericana amb el disc Cansiones, signat per Tarrés|Serrat, amb adaptacions de temes populars de diversos països de Llatinoamèrica, i autors reconeguts com Violeta Parra, Víctor Jara, Simón Díaz, José Alfredo Jiménez, Enrique Santos Discépolo, entre d'altres. El mateix any s'edita la seva discografia en format CD.

### «Fa vint anys que dic que fa...»
Serrat inicia el nou segle amb el disc Versos en la boca, publicat el 2002, en el qual, a més de temes propis, dona veu amb la seva música als poetes Tito Muñoz, Eduardo Galeano i Luis García Montero. A la fi de 2003 llança al mercat Serrat sinfónico en col·laboració amb l'Orquestra Simfònica de Barcelona i Nacional de Catalunya, sota la direcció musical del mestre Joan Albert Amargós, amb la col·laboració especial de Ricard Miralles al piano i Roger Blavia a la percussió. En aquesta producció presenta quinze temes ja coneguts i un de nou, el poema Herido de amor, de Federico García Lorca, que Serrat havia musicat per a Ana Belén.
El 2004, participa en el projecte Neruda en el corazón, amb un disc col·lectiu en el qual interpreta el Poema XX de Pablo Neruda, amb música de Ramón Ayala 'El Mensu'. L'espectacle es va presentar en directe, en un concert únic, el 5 de juliol de 2004 al Palau Sant Jordi de Barcelona, dintre la programació del Fòrum Universal de les Cultures 2004. Aquest any El Periódico de Catalunya li atorgà el premi Català de l'Any en homenatge als seus quaranta anys de carrera. El mateix any participa en l'Acte institucional de la Diada Nacional de Catalunya al Parc de la Ciutadella, interpretant Cançó de bressol. Mentre fa la gira de Versos en la boca es fa córrer la rumor que és malalt. Però Serrat, davant les preguntes dels periodistes, diu amb humor: «Si el doctor em demana que deixi el vi, canvio de doctor». El 2005 es fa pública la notícia de la malaltia. En moltíssims fòrums d'internet apareix una gran quantitat de salutacions i mostres d'estima cap al cantautor. La seva pàgina web oficial supera en aquesta època el milió de visites.
Després de la recuperació va emprendre una nova gira intimista al costat de Ricard Miralles, interpretant els seus temes clàssics sota el títol Serrat 100x100, una llarguíssima gira amb cent cinquanta concerts que s'inicia el 6 de maig de 2005 a Valladolid i finalitza el 14 de desembre de 2006 a Sant Sebastià.
El 15 de març de 2006 va rebre el títol de Doctor Honoris Causa de la Universitat Complutense de Madrid per la seva contribució a la cultura espanyola i llatinoamericana i per la seva labor per la convivència de les diferents llengües de l'estat. Deu dies després rebé la Medalla d'Or al Mèrit en el Treball per la trajectòria professional.

### Serrat en l'actualitat

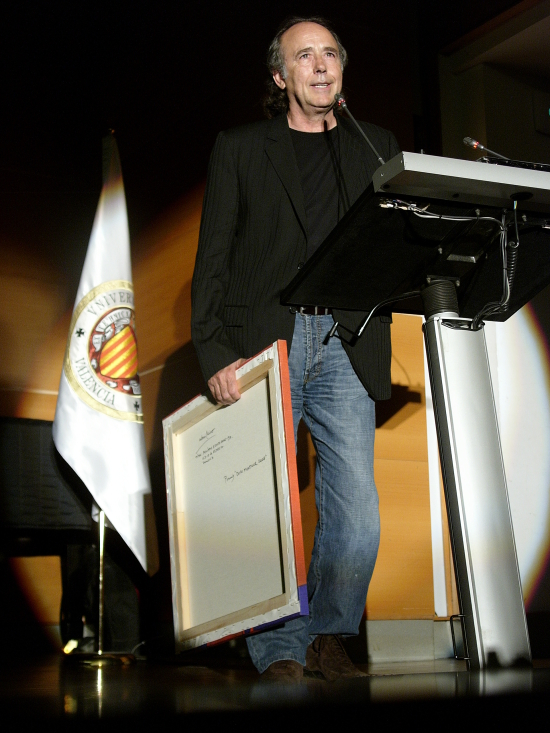
Durant els Premis Ovidi (2008)

El 18 d'abril de 2006 va publicar el disc Mô, amb cançons en català. Aquest nom transcriu la manera com els baleàrics pronuncien el topònim Maó, localitat de Menorca en què el cantant té una casa i passa els estius. El 27 i 28 d'abril de 2006, a Maó, inicia una gira de quaranta-vuit concerts de promoció d'aquest disc per Catalunya, València, les Balears i Madrid. Fa dinou concerts al Teatre Nacional de Catalunya i acaba el quatre d'octubre a Girona. Després fa una segona sessió de concerts de la gira Serrat 100x100.
El 2007 és guardonat amb la Medalla d'Honor del Parlament de Catalunya, en reconeixement de la seva labor en defensa de la llengua i la cultura catalana com a membre, els anys 60, d'Els Setze Jutges, i és investit Cavaller de la Legió d'Honor de la República Francesa. El mateix any fa una gira amb Joaquín Sabina anomenada Dos pájaros de un tiro, que comença el 29 de juny a Saragossa i acaba el 18 de desembre a Buenos Aires, després de setanta-un concerts. Serrat hi interpreta les millors cançons del cantant d'Úbeda, i aquest fa el mateix amb el repertori del Noi del Poble-sec. Dels concerts fets a Madrid s'enregistra un disc en directe i un DVD, editats el desembre de 2007 sota el nom de Dos pájaros de un tiro.
El 17 de juny de 2008 va rebre a València el Premi Ovidi a la trajectòria artística, atorgat pel Col·lectiu Ovidi Montllor de Músics i Cantants en Valencià, el qual va agrair tot assegurant sentir-se «emocionat amb el premi que porta el nom d'un gran amic».
El maig de 2015 l'Arts Santa Mònica li dedicà una exposició, comissariada per Miquel Jurado, repassant la seva trajectòria artística amb motiu dels 50 anys de la seva primera actuació en públic, als estudis de Ràdio Barcelona.
El 2017 assegurà que el Referèndum de l'1O no era transparent, i que tot i que ell és una persona a favor dels referèndums, en aquest cas no hi havia les condicions per votar. Amb anterioritat ja havia assenyalat que no era convenient per a Catalunya independitzar-se d'Espanya.
El novembre de 2021, va anunciar la seva retirada dels escenaris després d'una gira de comiat prevista el 2022 i titulada "El vicio de cantar".
El 23 de desembre, després de 70 concerts arreu del món en el marc de la seva gira musical, va oferir el seu darrer concert al Palau Sant Jordi de Barcelona davant de 15.000 persones.

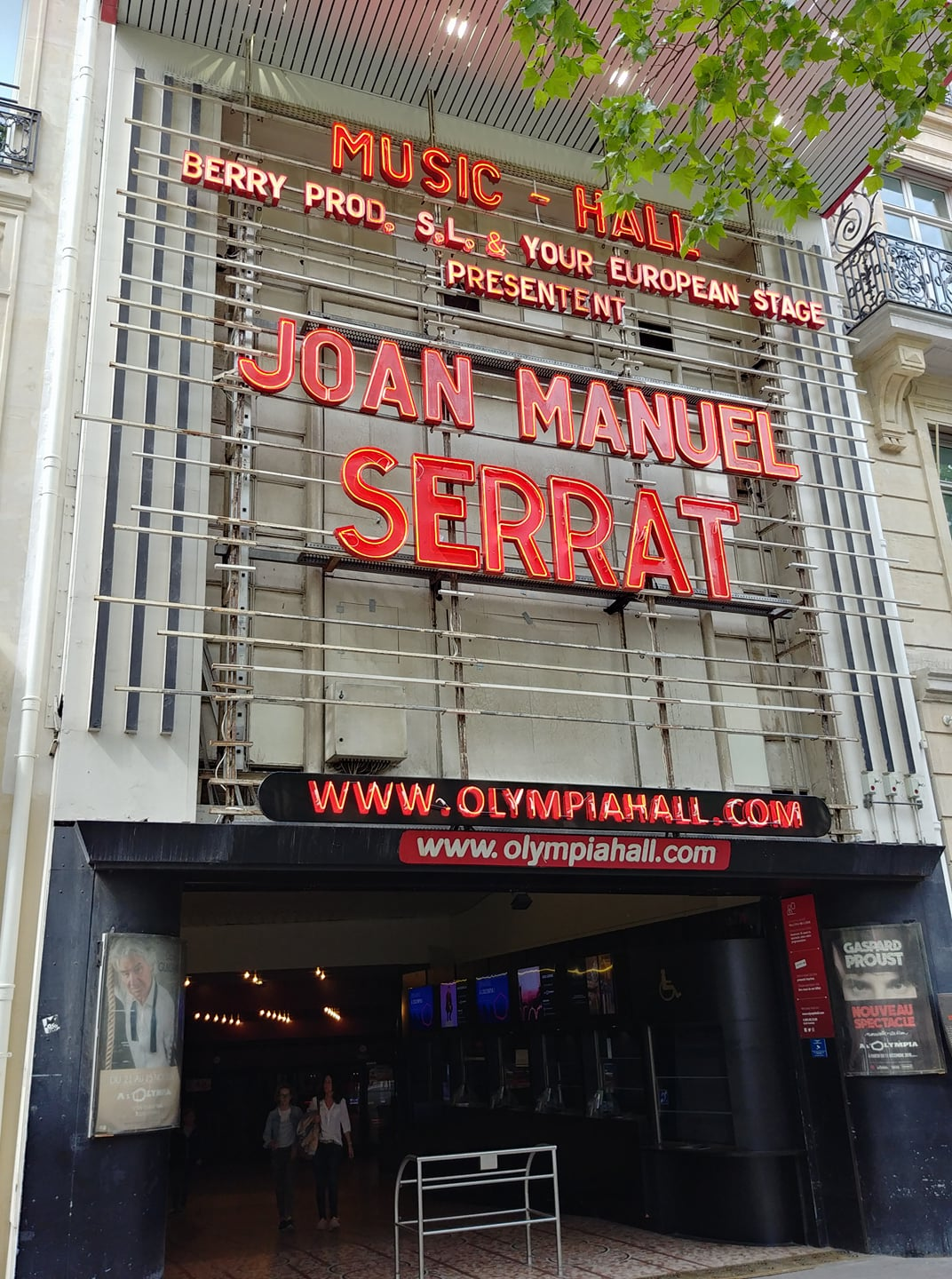
El concert de Joan Manuel Serrat anunciat a la façana de l'Olympia de París, el 12 de maig de 2018 (gira "Mediterraneo da Capo").

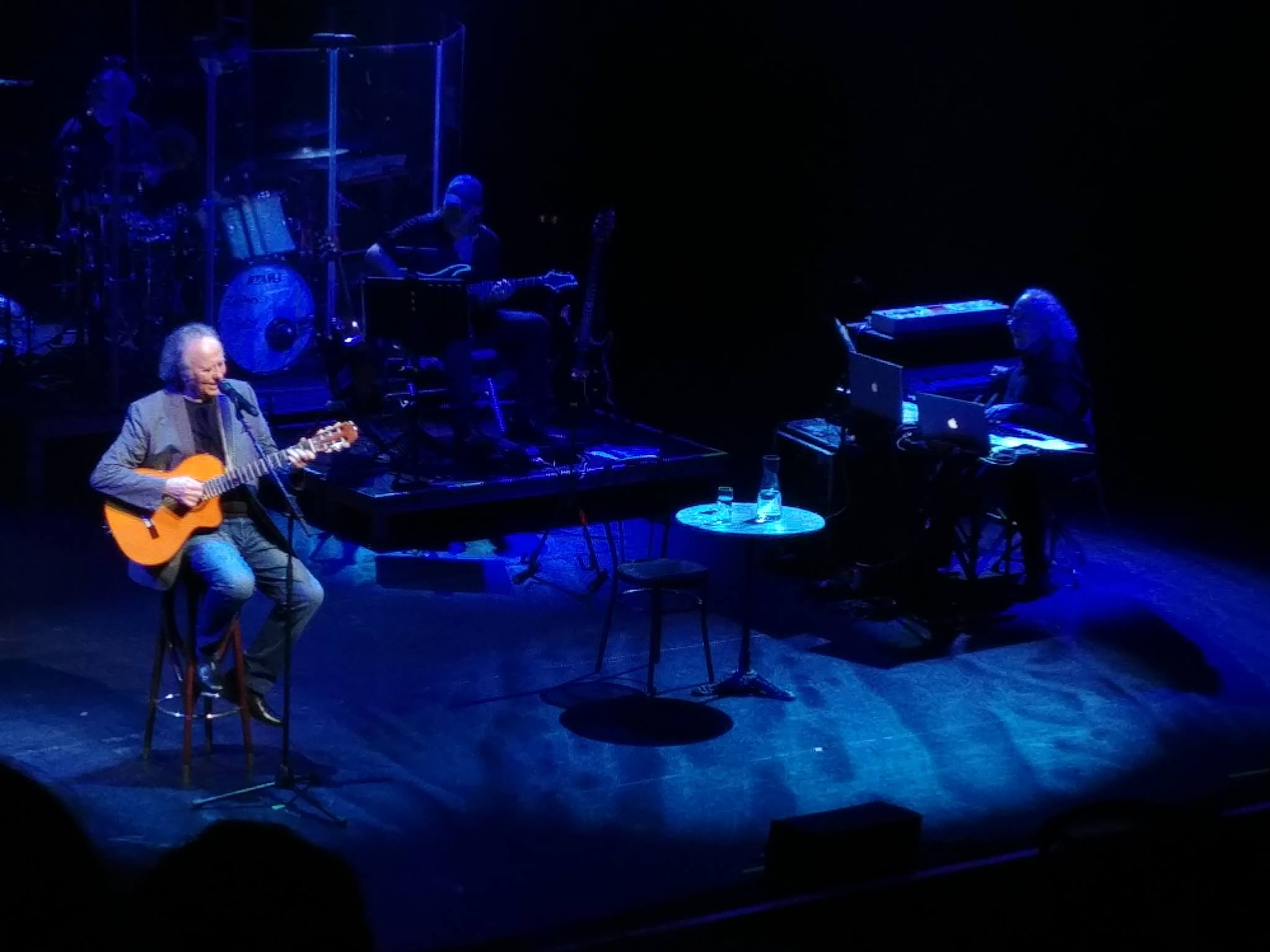
Joan-Manuel Serrat durant el concert del 12 de maig 2018 a l'Olympia de París. (gira "Mediterraneo da Capo").

## Els seus poetes
Alguns dels seus temes de més èxit han sigut poemes musicats de poetes de la literatura catalana i castellana:
- Antonio Machado, El 1969 li dedica un monogràfic complet: Dedicado a Antonio Machado, poeta, consta de dotze cançons que popularitzaren la figura i l'obra del poeta.
- Miguel Hernández, amb un disc dedicat a l'evocació de la seva figura poètica: Miguel Hernández.
- Rafael Alberti, el poema La paloma amb música de l'italià Sergio Endrigo i de l'argentí Carlos Guastavino, el 1969, per al disc homònim.
- León Felipe, el tema Vencidos, el 1971, per al disc Mediterráneo.
- Joan Vergés, el poema El vell, en el disc Per al meu amic, de 1973.
- Joan Salvat Papasseit, al qual dedicà un disc monogràfic el 1976: Res no és mesquí. Cal també tenir en compte la cançó-homenatge que Serrat li compongué, publicada anteriorment en el disc Serrat/4, amb el títol Cançó per a en Joan Salvat Papasseit.
- Ernesto Cardenal, la cançó Epitafio para Joaquín Pasos, el 1975.
- Josep Palau i Fabre, Serrat posa música al poema Vaig com les aus per al disc Tal com raja, el 1980.
- Josep Vicenç Foix, el poema És quan dormo que hi veig clar, gravat en Tal com raja.
- Josep Carner, posa música a El gall per al disc Bestiari, de Guillermina Motta i a El falcó, per a Fa vint anys que tinc vint anys.
- Pere Quart, la cançó Infants, inclosa en Fa vint anys que tinc vint anys.
- Jaime Sabines, la cançó La lluna, per a Material sensible, el 1989.
- Mario Benedetti, al poeta uruguaià li dedica el monogràfic El sur también existe (1986) i la musicació del poema Maravilla, en el disc Utopía (1992).
- José María Fonollosa, adapta el poema Subway I per a la cançó Por dignidad, que s'inclou en Nadie es perfecto.
- Eduardo Galeano, els temes Secreta mujer, en Sombras de la China i La mala racha, en el disco Versos en la boca.
- Joan Barril, amb el periodista i escriptor barceloní Serrat compon les cançons Salam Rashid, el 1989 i Mírame y no me toques, el 1992.
- Luis Cernuda, adapta un poema del poeta sevillà per al tema Más que a nadie, del disc Sombras de la China, el 1998.
- Tito Muñoz, Tarrés, en el disc Cansiones (2000) i De cuando estuve loco, en Versos en la boca (2002).
- Luis García Montero, el tema Señor de la noche, en el disc Versos en la boca.
- Federico García Lorca, el poema Herido de amor en Serrat sinfónico, que ja havia enregistrat Ana Belén en el seu disc Lorquiana.

## Serrat i la cultura popular
Dintre del repertori serratià, diversos discos rescaten cançons populars:
- Cançons tradicionals, editat el 1968, un conjunt de cançons populars del folklore català, amb la seva interpretació de La presó del rei de França.[16] A més, també ha cantat la cançó de bressol La lluna, la pruna, que va interpretar el 1974 durant l'enregistrament al Casino l'Aliança del Poblenou de l'especial A su aire per a Televisió Espanyola.
- Cansiones, del 2000, signat per Tarrés|Serrat, el seu alter-ego, que és una antologia llatinoamericana, amb la interpretació de cançons d'autors com Violeta Parra i Víctor Jara. Diverses fonts assenyalen que aquest disc estava projectat per a la dècada dels setanta, però les convulsions de l'època van fer que es posposés.

Serrat ha interpretat en viu altres cançons del cançoner popular de Llatinoamèrica en les seves presentacions: 
- Volver a los 17, de Violeta Parra, interpretat en el concert que va oferir a l'Estadi Nacional de Xile, el 1990, després de disset anys d'absència forçada arran de la prohibició que contra ell pesava per la dictadura d'Augusto Pinochet. Serrat va dir que en aquells moments la cançó tenia una nova lectura. El retorn a un país prohibit.
- Del cançoner d'Atahualpa Yupanqui: La tarde, Milonga del solitario, Coplas del payador perseguido, Milonga del peón de campo, Canción de los horneros, Luna tucumana, Zamba del grillo, Caminito del indio, Vendedor de yuyos.

### Serrat i lacopla
La copla és un dels gèneres de referència en l'educació musical de Serrat. L'escoltava a la ràdio i la sentia cantar a la seva mare i les seves veïnes quan era un nen, així ho declara en multitud d'entrevistes. Les veus de Concha Piquer, Juanita Reina, Miguel de Molina, Angelillo o Juanito Valderrama formen part de la seva banda sonora personal. Va assistir personalment a l'enterrament de Concha Piquer, i prologà el llibre Juanito Valderrama: mi Espanya querida d'Antonio Burgos.
Ha compartit escenari amb Juanito Valderrama, Lola Flores (Ay pena, penita, pena), Rocío Jurado (cantant l'Himno de Andalucía). Ha cantat en solitari les coples No me quieras tanto, La niña de puerta oscura... Ha gravat el seu pasdoble Qué bonito es Badalona a duo amb Manolo Escobar, amb Juanito Valderrama el tema Pena mora en el disc Homenaje a Juanito Valderrama, la copla Antonio Vargas Heredia en duo postmortem amb Carlos Cano, en el disc d'homenatge Que naveguen los sueños, i ha participat en l'homenatge pòstum a la figura de Bambino en el disc Bambino, por ti y por nosotros. Totes aquestes manifestacions mostren la seva vinculació musical amb els cantants que van ennoblir la copla.

### Serrat i el tango
Un altre dels gèneres que es troben en la memòria musical de Serrat és el tango, que conegué mitjançant el seu pare, que n'era un gran afeccionat. Serrat ha demostrat el seu amor pel tango interpretant-lo en nombroses ocasions, especialment en les seves visites a l'Argentina:
- Cambalache d'Enrique Santos Discépolo, durant diversos concerts de la gira de 1983 a Espanya que va quedar plasmat en el seu disc En directo (1984).
- El último organito en Cansiones (2000).
- Fangal en Cansiones (2000).
- Sur (1970) - Caño 14 de Buenos Aires (amb Anibal Troilo)
- A Buenos Aires (1970), en el programa de la televisió argentina Sábados circulares.
- Amablemente (34 punyaladas) el 1985, al programa de TV3 Cap d'any.
- Melodía de arrabal (1988), en directe en el Teatre Albéniz de Madrid, amb l'Orquestra De Osvaldo Pugliese.
- Malena (1990) i Margot (1990), al programa Querido Cabaret de TVE.
- Taconeando (1990), a Querido Cabaret.
- Ninguna (a cappella el 1990), a Querido Cabaret.
- Cuando me entres a fallar i Afiche (2000), a cappella en el Programa del Troesma.

També hi ha la influència del tango en Cançó per a Joan Salvat-Papasseit, quan comença: «Per ell la meuca es posava la roba de quan fou verge...»

### Serrat i el bolero
El bolero és també un gènere amb rellevància per la seva popularitat a Espanya entre els anys quaranta i seixanta del segle xx, anys d'infantesa i primera joventut de Serrat. El seu mitjà de difusió era la ràdio, igual que els anteriors gèneres. Les veus d'Antonio Machín, Juanito Segarra, Bonet de San Pedro, Jorge Sepúlveda, Lorenzo González o José Guardiola arribaven a tots els racons.

### Serrat i la bachata
La bachata és un gènere musical recentment introduït a Espanya. L'any 2004, amb el disc “Bachata entre amigos” (bachata entre amics) del cantautor dominicà Victor Victor, Serrat canta la seva cançó "Lucia" a ritme de bachata.

## Serrat i el cinema
El 1968 protagonitza, conjuntament amb Serana Vergano i María José Goyanes la pel·lícula Paraules d'amor, inspirada en la novel·la de Jaume Picas Tren de matinada.
El 1969 roda La llarga agonia dels peixos, dirigida per Francesc Rovira-Beleta, basada en la novel·la Vent de grop, d'Aurora Bertrana. Un altre dels protagonistes de la pel·lícula és Emma Cohen.
El 1972 fa la seva tercera pel·lícula: Mi profesora particular, de Jaime Camino, al costat d'actors com José Luis López Vázquez i Rafael Anglada.
El 1976 s'estrena La ciutat cremada, d'Antoni Ribas. La pel·lícula narra els fets que ocorregueren a Barcelona entre els anys 1899 i 1909, des de l'arribada dels soldats de la guerra colonial de Cuba fins a la rebel·lió popular coneguda com La Setmana Tràgica. Per donar relleu al film, intervingueren en papers secundaris Núria Espert, Mary Santpere, Ovidi Montllor i Joan Manuel Serrat entre d'altres. Serrat hi interpreta el paper de Ramon Clemente i Garcia, carboner retardat mental, que es posa a ballar amb l'esquelet d'una monja desenterrada després de profanar les tombes del convent de Les Magdalenes. El noi fou condemnat a mort i afusellat.

## Traduccions

### Serrat canta en altres llengües
Gallec
- Anduriña (1997), de Juan Pardo i Antonio Morales, canta amb Juan Pardo

Portuguès
L'any 1969, treu a Portugal l'àlbum Joan Manuel Serrat...e as suas canções, amb les següents cançons, adaptades per Alexandre O'Neil, Antonio José i J. Magalhaes Pereira.
- Manuel
- Canção de madrugada (Cançó de matinada)
- Minhas gaivotas (Mis gaviotas)
- Poco antes que batam as dez (Poco antes de què den las diez)
- O ferro-velho (El drapaire)
- Poema de amor
- Como faz o vento (Com ho fa el vent)
- Pouco a pouco (De mica en mica)
- O saltimbanco (El titiritero)
- Palavras de amor (Paraules d'amor)
- Meu amor adeus (Me'n vaig a peu)
- Sabes (Saps)

L'any 1986 surt el disc Sinceramente teu, que inclou cançons en castellà i d'altres en portuguès, versionades per Santiago Kovadoff.
- Sinceramente teu
- Eu me dou bem com todo o mundo, canta amb Maria Bethânia
- Barquinho de papel
- Não faço mais do que pensar em ti, canta amb Gal Costa
- Cada qual com sua mania, canta amb Caetano Veloso
- De vez em quando a vida
- Uma mulher nua e no escuro (1986), lletra de Mario Benedetti.

D'altra banda, també enregistrà en portuguès els temes següents.
- La, la, la (1968)
- Poema de amor (1968), versió d'Antonio José

Francès
- La, la, la (1968), versió de Pierre Delanoe
- Poème pour une voix (Poema de amor) (1968) versió de Louis Amade

Italià
- La, la, la (1968)
- Poema d'amore (1968)

Anglès
- She gives me love (La, la, la) (1968), versió de Michael Julian

Guaraní
- Che Pykasumi (2000), amb una versió al castellà de Rubén Bareiro Saguier i el mateix Serrat

Basc
- La cançó Edurne, principalment en castellà, conté alguns versos en èuscar.

### Les cançons de Serrat cantades en altres llengües
Joan Manuel Serrat ha traduït al castellà algunes de les seves cançons catalanes i les ha interpretades:
- En cualquier lugar (En qualsevol lloc)
- Tiempo de lluvia (Temps de pluja)
- Palabras de amor (Paraules d'amor)

D'altra banda Joan Isaac, en el seu disc Joies robades (2002), va enregistrar a duo amb Serrat Aquelles petites coses, la seva versió catalana d'Aquellas pequeñas cosas. L'any 1974 el cantant italià Gino Paoli va publicar I semafori rossi non sono Dio, un disc dedicat totalment a temes de Serrat traduïts a l'italià.

## Discografia

### Vinils de llarga durada
Foren tots editats en compactes els anys 1990, 2000 i 2007.
- Ara que tinc vint anys (Edigsa,1967)
- Cançons tradicionals (Edigsa, 1968)
- Com ho fa el vent (Edigsa, 1968)
- La paloma (Zafiro/Novola, 1969)
- Dedicado a Antonio Machado, poeta (Zafiro/Novola, 1969)
- Serrat/4 (Edigsa, 1970)
- Mi niñez, també conegut com a Disco blanco (Zafiro/Novola, 1970)
- Mediterráneo (Zafiro/Novola, 1971)
- Miguel Hernández (Zafiro/Novola, 1972)
- Per al meu amic (Edigsa, 1973)
- Para vivir, també conegut com a Canción infantil para despertar a una paloma morena de tres primaveras (Zafiro/Novola, 1974)
- Para piel de manzana (Ariola, 1975)
- Res no és mesquí (Edigsa, 1977)
- 1978 (Ariola, 1978)
- Antologia Catalana 1966-78 (Edigsa, 1978)
- Tal com raja (Ariola, 1980)
- En tránsito (Ariola, 1981)
- Cada loco con su tema (Ariola, 1983)
- Fa vint anys que tinc vint anys (Ariola, 1984)
- En directo (Ariola, 1984)
- El sur también existe (Ariola, 1985)
- Sinceramente teu (amb Maria Bethânia, Raimundo Fagner, Gal Costa, Caetano Veloso i Toquinho) (Ariola, 1986)
- Bienaventurados (Ariola, 1987)
- Material sensible (Ariola, 1989)
- Utopía (Ariola, 1992)
- Nadie es perfecto (Ariola, 1994)
- Banda sonora d'un temps, d'un país (Ariola, 1996).

## Vinils de dues o quatre cançons que contenen temes no pas enregistrats en d'altres discs
- Ella em deixa, El mocador, La mort de l'avi, Una guitarra (Edigsa, 1965)
- Quan arriba el fred, Sota un cirerer florit, Ara que tinc vint anys, El drapaire (Edigsa, 1966)
- Les sabates', Me'n vaig a peu, Cançó de matinada, Paraules d'amor (Edigsa, 1967)
- Per Sant Joan, Marta (Edigsa, 1968)

La controvertida La, la, la', en totes les seves versions –llevat de la catalana-, només apareix en discos de dues cançons.

## Discs compactes
- El gusto es nuestro (amb Ana Belén, Miguel Ríos i Víctor Manuel) (Ariola, 1996), publicat en format CD i DVD.
- Serrat narrador. Liliana, Historia de Babar y Viaje a la luna (narracions amb música, Audivis Ibérica, 1997)
- Serrat narrador. Liliana, Història de Babar i Viatge a la lluna (narracions amb música, Audivis Ibérica, 1997)
- Sombras de la China (Ariola, 1998)
- Cansiones (Ariola, 2000)
- Versos en la boca (2002)
- Serrat sinfónico (2003)
- Mô (2006)
- Dos pájaros de un tiro (amb Joaquín Sabina) (2007)
- Hijo de la luz y de la sombra (2010)
- La orquesta del Titanic (2012), amb Joaquín Sabina.
- En el Luna Park cd+dvd (2012), amb Joaquín Sabina.
- Antología desordenada (2014)

## Discs i gravacions no pas autoritzats
- Platxèria: Un poema de Joan Salvat-Papasseit. No tenim referències de la data d'enregistrament. Se suposa que és una gravació residual de Res no és mesquí. Circula per internet.
- Al grec: Disc de vinil de caràcter il·legal que circulà per Espanya el 1983.

## Discs col·lectius d'homenatge
- Serrat, eres único (BMG Ariola, 1995)
- Serrat, eres único (volum 2) (BMG Ariola, 2005)
- Cuba le canta a Serrat (Discmedi, 2005)
- Per al meu amic Serrat (Discmedi, 2006)
- Cuba le canta a Serrat (volum 2) (Discmedi, 2007)
- Señora. Ellas cantan a Serrat (Discmedi, 2009)
- Cantares. Los artistas flamencos cantan a Serrat (Universal Music, 2011)

Actualment, tots els àlbums originals de Serrat es troben disponibles en disc compacte, publicats per BMG Ariola; només romanen «introbables» alguns temes publicats en discs senzills o EP.

## Vi
La passió de Serrat pel món del vi el va portar a iniciar el seu propi celler el 1998 a la DO Montsant i a la DOQ Priorat. Actualment produeix vins com el Mas Perinet, Clos Maria i Gòtia, entre d'altres.

## Distincions
Fotogramas de Plata a la millor activitat musical (1970 i 1972)
Medalla d'Or de la Ciutat de Barcelona (24 de març de 2006)
Medalla d'Honor del Parlament de Catalunya (2007) (col·lectiva com a membre de Els Setze Jutges)
Premi Ovidi (17 de juny de 2008)
Premi Ciutat de Barcelona (2010).
Doctorat honoris causa per la Universitat Nacional del Comahue (Neuquén, Argentina) en 1999.
Doctorat honoris causa per la Universitat Autónoma del Estado de Morelos de Cuernavaca (estat de Morelos, Mèxic), el 16 de maig de 2003.
Doctorat honoris causa per la Universitat Nacional de Córdoba (Argentina), el 25 de noviembre de 2005.
Doctorat honoris causa per la Universitat Complutense de Madrid, el 15 de març de 2006.
Doctorat honoris causa per la Universitat Miguel Hernández d'Elx, el 21 de maig de 2010.
Doctorat honoris causa per la Universitat Pompeu Fabra de Barcelona, el 14 de juny de 2011.
Doctorat honoris causa per la Universitat Nacional Autónoma de México, el 22 de setembre de 2011.
Premi Ondas especial de l'Organització per la seva trajectòria professional a la història de la música popular (1995).
Premi Micrófono de Oro (2003)
 Cavaller de la Legió d'Honor (França)
 Comanador de l'orde de Maig (Argentina)
 Insígnia de l'orde de l'Àliga Asteca (2010) (Mèxic)
 Medalla d'Or al Mèrit al Treball (25 de març de 2006) (Espanya)
Premi Azucena Villaflor de De Vincenti (2013)
 Gran Creu de l'orde Civil d'Alfons X el Savi (2022)
Premi Princesa d'Astúries de les Arts (2024)